# Piezocera costula
Piezocera costula är en skalbaggsart som beskrevs av Martins 1976. Piezocera costula ingår i släktet Piezocera och familjen långhorningar. Inga underarter finns listade i Catalogue of Life.